# Netta
 Denne artikel omhandler fugleslægten. For sangeren, se Netta Barzilai.
Netta er en slægt af fugle i familien af egentlige andefugle med tre arter, der er udbredt i Sydamerika, Afrika og Eurasien.

## Arter
De tre arter i slægten:
- Rødhovedet and (Netta rufina)
- Peposakand (Netta peposaca)
- Rødøjet and (Netta erythrophthalma)